# Sauteria spongiosa
Sauteria spongiosa är en bladmossart som först beskrevs av Shiv Ram Kashyap, och fick sitt nu gällande namn av Sinske Hattori. Sauteria spongiosa ingår i släktet Sauteria och familjen Cleveaceae. IUCN kategoriserar arten globalt som livskraftig. Inga underarter finns listade i Catalogue of Life.